# Volksrepubliek Albanië
Volksrepubliek Albanië (Albanees: Republika Popullore e Shqipërisë) was van 11 januari 1946 tot 28 december 1976 de benaming van het Zuid-Europese land Albanië. De volksrepubliek kwam tot stand na het aanvaarden van een communistisch getinte grondwet door de door communisten gedomineerde Volksvergadering (Kuvendi Popullor). Omer Nishani (1887-1954) werd het eerste staatshoofd (Voorzitter van het Presidium van de Volksvergadering) en Enver Hoxha (1908-1985), de eerste secretaris van de Albanese Communistische Partij, werd premier en minister van Defensie.
Tijdens de eerste jaren van haar bestaan (1946-1948) was het niet zeker of de Volksrepubliek Albanië als zelfstandige staat zou blijven voortbestaan. Tito wilde Albanië als zevende deelrepubliek bij Joegoslavië inlijven. Stalin gaf zijn goedkeuring aan Tito. Een deel van de leiding van de Albanese Communistische Partij, onder leiding van organiserend secretaris Koçi Xoxe, steunde de plannen van Tito. De nationalisten onder premier Hoxha en minister van Binnenlandse Zaken Mehmet Shehu verzetten zich echter hevig tegen vereniging met Joegoslavië. Het conflict tussen Stalin en Tito, waarbij Albanië de kant van de Sovjet-Unie koos, zorgde er in 1948 voor dat de vereniging van Albanië met Joegoslavië niet doorging. Hoxha zuiverde de Albanese Communistische Partij, veranderde de naam in Albanese Partij van de Arbeid (Partia en Punës e Shqipërisë) en Koçi Xoxe verloor al zijn functies en werd later geëxecuteerd.
Tijdens het einde van de jaren 40 en het begin van de jaren 50 werd er veel bereikt. De ongeletterdheid verdween in zijn geheel, de volksgezondheid verbeterde en de levensverwachting van de gemiddelde Albanees steeg van 39 naar 60 jaar. De situatie verslechterde na de dood van Stalin in 1953 en zeker na de veroordeling van het stalinisme door Nikita Chroesjtsjov in zijn toespraak Over persoonsverheerlijking en de gevolgen ervan uit 1956. De Albanese partij- en landsleiding weigerden het stalinisme te veroordelen en verzetten zich tegen Chroesjtsjovs ideeën over het communisme. Samen met de Volksrepubliek China was Albanië het enige communistische land dat zich tegen Chroesjtsjovs "revisionisme" verzette. De betrekkingen met de Sovjet-Unie werden verbroken, de Sovjet-Russische adviseurs vertrokken, maar werden spoedig vervangen door de Chinezen, Albanië's nieuwe bondgenoten. Onder invloed van Mao's "Culturele Revolutie" kwam er ook een Albanese Culturele Revolutie om een einde te maken aan de "bureaucratie", het "liberalisme" en de "bourgeoisie". In 1967 werd religie verboden en werd iedereen geacht atheïst te zijn. Ook werden het ministerie van Justitie en de advocatuur afgeschaft. Na de dood van Mao Zedong in 1976 en de veroordeling van bepaalde elementen van het maoïsme, verbrak Albanië de betrekkingen met China. Albanië raakte in een isolement, maar onderhield desondanks nog wel formele (culturele) betrekkingen met Frankrijk, Nederland, België en enkele andere landen.
In 1976 kreeg Albanië een nieuwe grondwet en werd omgedoopt tot "Socialistische Volksrepubliek Albanië."

## Leiders
| Eerste secretaris van de Albanese Partij van de Arbeid | Eerste secretaris van de Albanese Partij van de Arbeid | Eerste secretaris van de Albanese Partij van de Arbeid | Eerste secretaris van de Albanese Partij van de Arbeid | Eerste secretaris van de Albanese Partij van de Arbeid | Eerste secretaris van de Albanese Partij van de Arbeid | Eerste secretaris van de Albanese Partij van de Arbeid | Eerste secretaris van de Albanese Partij van de Arbeid | Eerste secretaris van de Albanese Partij van de Arbeid |
| ------------------------------------------------------ | ------------------------------------------------------ | ------------------------------------------------------ | ------------------------------------------------------ | ------------------------------------------------------ | ------------------------------------------------------ | ------------------------------------------------------ | ------------------------------------------------------ | ------------------------------------------------------ |
| Enver Hoxha                                            | 8 november 1941 – 11 april 1985                        |                                                        |                                                        |                                                        |                                                        |                                                        |                                                        |                                                        |
| Voorzitters van het Presidium van de Volksvergadering  |                                                        |                                                        |                                                        |                                                        |                                                        |                                                        |                                                        |                                                        |
| Omer Nishani                                           | 12 januari 1946 – 1 augustus 1953                      | PPSh                                                   |                                                        |                                                        |                                                        |                                                        |                                                        |                                                        |
| Haxhi Lleshi                                           | 1 augustus 1953 – 22 november 1982                     | PPSh                                                   |                                                        |                                                        |                                                        |                                                        |                                                        |                                                        |
| Premiers                                               |                                                        |                                                        |                                                        |                                                        |                                                        |                                                        |                                                        |                                                        |
| Enver Hoxha                                            | 1 januari 1946 – 20 juli 1954                          | PPSh                                                   |                                                        |                                                        |                                                        |                                                        |                                                        |                                                        |
| Mehmet Shehu                                           | 20 juli 1954 – 18 december 1981 (†)                    | PPSh                                                   |                                                        |                                                        |                                                        |                                                        |                                                        |                                                        |

 Albanië ·  Bulgarije ·  Duitse Democratische Republiek ·  Hongarije ·  Polen ·  Roemenië (1947-1965) (1965-1989) ·  Sovjet-Unie ·  Tsjechoslowakije